# Рыбное (Московская область)
Ры́бное — посёлок в Дмитровском районе Московской области в составе Якотского сельского поселения. Население — 1765 чел. (2010).

## Расположение
На юго-востоке от посёлка находится село Жестылёво, в 5 км южнее (по дорогам) посёлок совхоза «Будённовец». На западе — деревня Прудцы.
Расположен на правом берегу реки Якоть, после Жестылёвской плотины. Рядом с посёлком находится пересечение дороги Р112 с большим Московским кольцом.

## История
В 1954 году при поддержке ВНИИПРХ началось создание рыбплемхоза «Якоть» в Дмитровском районе.
Посёлок возник в 1962 году на базе ранее существовавшего здесь рыбсовхоза «Якоть», при переводе на пруды реки Якоти из Москвы Всесоюзного научно-исследовательского института прудового рыбного хозяйства (ВНИИПРХ).
Для привлечения молодёжи использовались комсомольские путёвки. Были построены бараки, здания лабораторий и дома для работников, вырыты пруды.
Была сформирована на реке Якоть Жестылёвская плотина, образовав Жестылёвское водохранилище. После плотины была сформирована система рыборазводных прудов.
21 мая 1965 года согласно решению Мособлисполкома № 446 был образован посёлок Рыбное в Якотском сельсовете Дмитровского района.
Были построены: институт повышения квалификации для работников рыбохозяйственной отрасли, Дмитровский рыбопромышленный техникум, амбулатория, средняя школа, детский сад «Рыбка», отделение почты. Для посёлка были построены водопровод, котельная и очистные сооружения.
В 1995 году был создан филиал Астраханского Государственного Технического Университета на базе института повышения квалификации.
В 2019 году в посёлке был построен завод косметической продукции «УНИК Косметик».

## Инфраструктура
Градообразующая организация Рыбного — Всероссийский научно-исследовательский институт пресноводного рыбного хозяйства, вуз — Дмитровский филиал Астраханского государственного технического университета, Дмитровский рыбопромышленный колледж.
Имеются почта, отделение Сбербанка, средняя школа, детская музыкальная школа, детский сад, дом культуры, библиотека.

## Население
| 2002 | 2006  | 2010  |
| ---- | ----- | ----- |
| 1850 | ↗1926 | ↘1765 |